# Daniel Fernandes (Judoka)
Daniel Fernandes (* 14. März 1973 in Nogent-le-Rotrou) ist ein ehemaliger französischer Judoka. Er war 2003 Weltmeisterschaftszweiter. Bei Europameisterschaften gewann er eine Silbermedaille und zwei Bronzemedaillen.

## Sportliche Karriere
Der 1,75 m große Daniel Fernandes kämpfte im Leichtgewicht, der Gewichtsklasse bis 71 Kilogramm, ab 1998 bis 73 Kilogramm. 1995 gewann er seinen einzigen französischen Meistertitel. Bei den Olympischen Spielen traten 1996 Christophe Gagliano und 2000 Ferrid Kheder im Leichtgewicht für Frankreich an. Bei den französischen Meisterschaften 2001 siegte Christophe Massina vor Fernandes, dahinter erhielten Gagliano und Kheder die Bronzemedaillen. Einen Monat später gewann Fernandes beim Tournoi de Paris mit einem Finalsieg über den Südkoreaner Choi Yong-shin. Bei den Europameisterschaften 2001, ebenfalls in Paris ausgetragen, unterlag er im Halbfinale dem Italiener Giuseppe Maddaloni. Im Kampf um eine Bronzemedaille bezwang er den Polen Krzysztof Wiłkomirski. Bei den Weltmeisterschaften 2001 in München schied Fernandes in der ersten Runde gegen den Israeli Yoel Razvozov aus.
Anfang 2002 erreichte Fernandes beim Jigoro Kano Cup den zweiten Platz hinter dem Japaner Masahiro Takamatsu. Kurz darauf wurde er beim Super-Weltcup-Turnier in Moskau ebenfalls Zweiter. Danach war Fernandes anderthalb Jahre nur in Mannschaftswettbewerben vorn dabei. Bei den Weltmeisterschaften 2003 in Osaka erreichte er dann mit einem Halbfinalsieg über den Russen Witali Makarow das Finale, dort unterlag er dem Südkoreaner Lee Won-hee. Im Jahr darauf traf er bei den Olympischen Spielen in Athen wieder im Halbfinale auf Makarow, diesmal unterlag Fernandes, der anschließend auch den Kampf um Bronze gegen Jimmy Pedro aus den Vereinigten Staaten verlor.
Anfang 2005 gewann Fernandes dann wie 2001 beim Tournoi de Paris, diesmal bezwang er im Finale den Slowenen Sašo Jereb. Bei den Europameisterschaften 2005 in Rotterdam unterlag Fernandes im Achtelfinale dem Letten Vsevolods Zeļonijs. Mit vier Siegen in der Hoffnungsrunde erkämpfte der Franzose dann eine Bronzemedaille. Bei den Weltmeisterschaften in Kairo schied er in seinem Auftaktkampf gegen den Georgier Dawit Kewchischwili aus. 2006 erreichte Fernandes das Finale bei den Europameisterschaften in Tampere mit einem Halbfinalsieg über den Weißrussen Kanstanzin Sjamjonau. Fernandes erhielt die Silbermedaille hinter dem Aserbaidschaner Elnur Məmmədli. 2007 schied er bei den Europameisterschaften in Belgrad in seinem Auftaktkampf gegen den Israeli Yoel Razvozov aus. Bei den Weltmeisterschaften 2007 und den Europameisterschaften 2008 schied er jeweils nach Niederlagen gegen Dawit Kewchischwili aus.